# Dungarvan

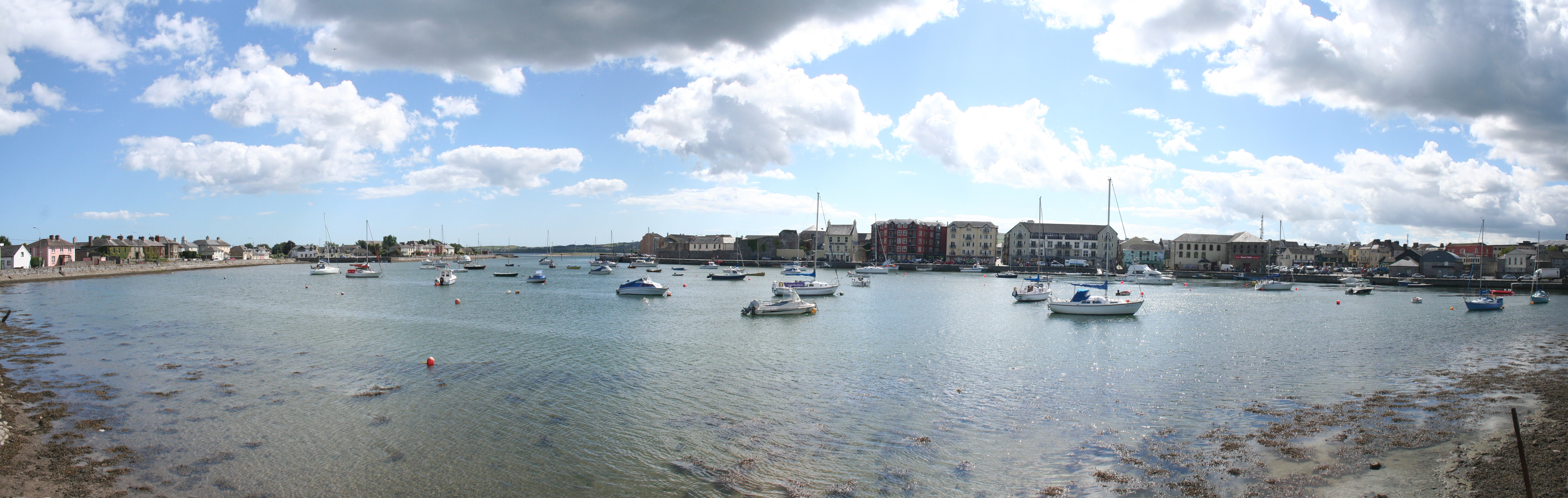
Dungarvans Hafen

Dungarvan (irisch Dún Garbhán) ist eine Hafenstadt im County Waterford im Süden der Republik Irland.

## Der Ort

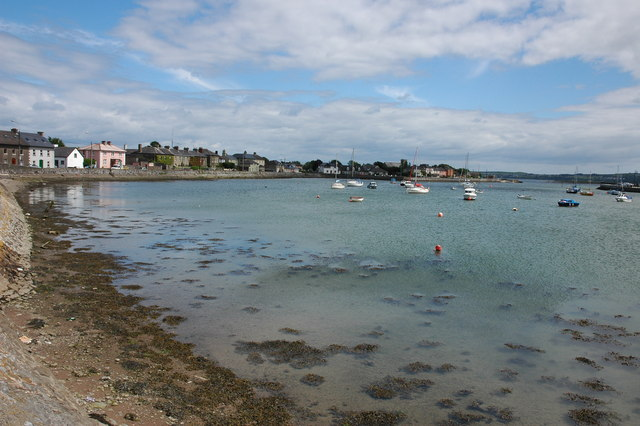
Dungarvan Ästuar

Dungarvan liegt an der Südküste Irlands und ist der Verwaltungssitz des Countys Waterford. Sein irischer Name geht zurück auf den Heiligen Garbhán, der an dieser Stelle im 7. Jahrhundert eine Kirche errichtete, und bedeutet „Garbháns Festung“. Die Stadt wird durchflossen und in zwei Teile geteilt vom Colligan River (Abhainn Choilligeáin), der hier über den St.-Georgs-Kanal in die Keltische See bzw. den Atlantik mündet. Die Dammstraße und die Einzelgewölbe-Brücke, die den Fluss überspannt, wurden von den Dukes of Devonshire erbaut. Die Einwohnerzahl Dungarvans belief sich bei der Volkszählung 2022 auf 8936 Personen.
Im Ortsteil nördlich des Colligan River, genannt Abbeyside (Dún na Mainistreach), existieren eingebunden in eine römisch-katholische Kirche Überreste eines Augustiner-Klosters aus dem 4. Jahrhundert. Am Hafen von Dungarvan errichtete Johann Ohneland ein Schloss.

## Verkehrsanbindung
Dungarvan liegt zwischen Waterford und Youghal an der N25, die von Rosslare Harbour über Wexford und New Ross nach Cork City führt. Bei Dungarvan beginnt außerdem die N72, die über Fermoy und Mallow nach Killarney im County Kerry führt. An den Schienenverkehr in Irland ist Dungarvan nicht mehr angebunden. Es gibt Busverbindungen zwischen Cork, Dungarvan und Waterford.

## Städtepartnerschaft
Dungarvan ist seit 2008 durch eine Städtepartnerschaft mit der amerikanischen Stadt Erie (Pennsylvania) verbunden.

## Persönlichkeiten
- James Vincent Cleary (1828–1898), römisch-katholischer Erzbischof von Kingston
- Ernest Walton (1903–1995), Nobelpreisträger für Physik (1951)
- Joseph Hughes (1905–1960), Politiker
- Austin Deasy (1936–2017), Politiker der Fine Gael
- John Deasy (* 1967), Landwirt und Politiker der Fine Gael
- Moe Dunford (* 1987), Schauspieler